# Žďár (Brdská vrchovina)
Žďár je výrazný zalesněný kopec s nadmořskou výškou 630 metrů v katastrálním území Pavlovsko. Nachází se si 4,5 km východně od Rokycan a je dominantou přírodního parku Trhoň. Svahy kopce převyšují okolní terén o 150 až 200 metrů a zvláště na severní straně jsou skalnaté. Tyto skalní terasy a suťová moře se vzácnou květenou a vrcholová část hory jsou chráněny jako přírodní rezervace Žďár. Na vrcholu se nalézají zbytky žďárského hradiště datovaného do pozdní doby bronzové a snad i doby halštatské (první polovina prvního tisíciletí před naším letopočtem).

## Geomorfologie
Vrch se nachází v geomorfologickém celku Brdská vrchovina, podcelku Brdy a okrsku Strašická vrchovina. Tvoří ho kambrické křemenné slepence a porfyrické diority, které vystupují na povrch v podobě vrcholových skal. Na svazích se vyskytují projevy mrazového zvětrávání jako jsou mrazové sruby, skalní stěny, věže nebo balvanové a blokové sutě.

## Přístup
Přes vrchol vedou dvě značené turistické trasy: červená značka Rokycany–Holoubkov a žlutá Svojkovice–Dobřív. Ze skal na Žďáru se nabízejí rozhledy do okolí, zvláště na obec Hůrky a hřeben Radče s vrcholem Brno. Místo patří k vyhledávaným turistickým cílům Rokycanska.